# Gerald M. Edelman

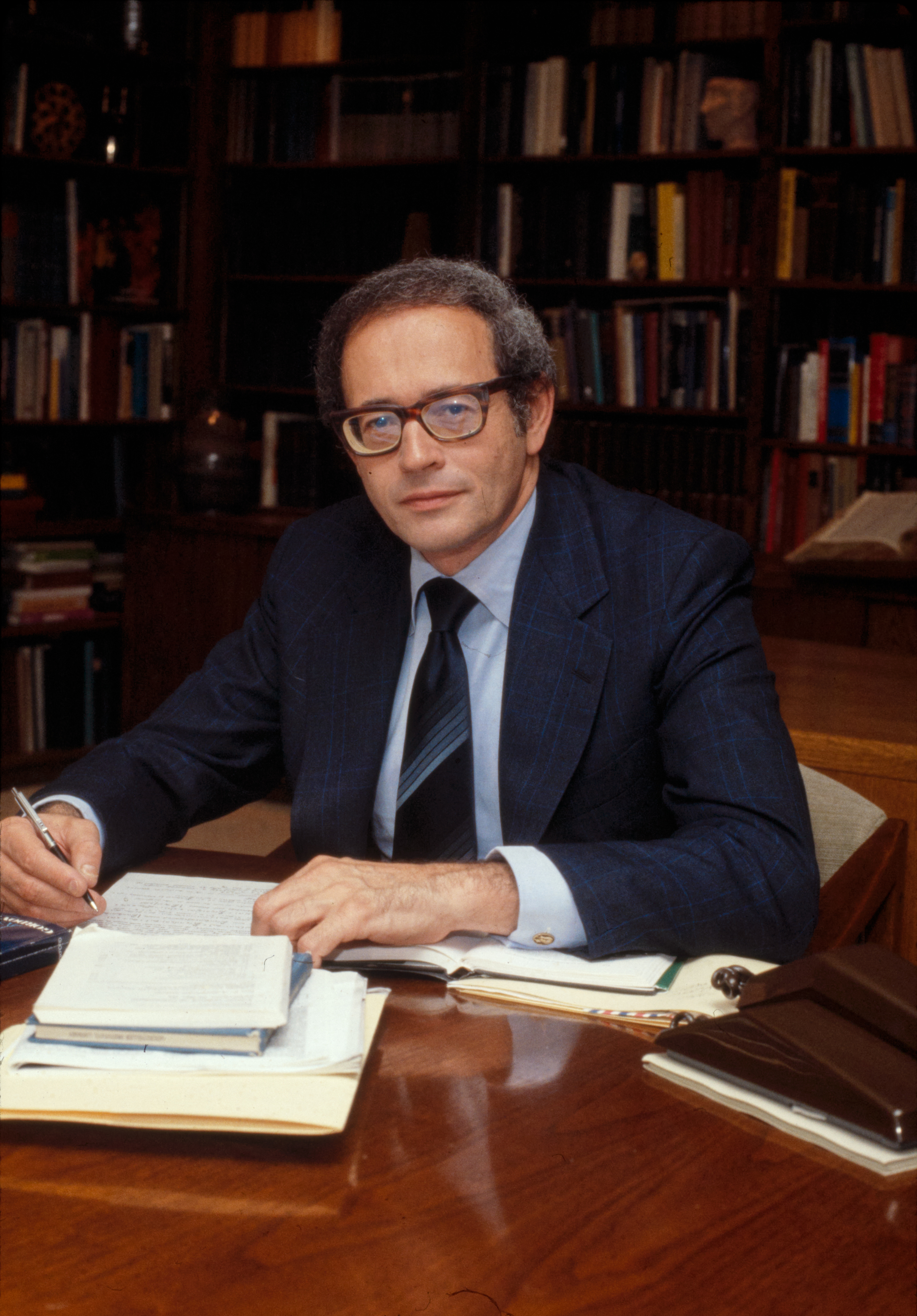
Gerald M. Edelman

Gerald Maurice Edelman (* 1. Juli 1929 in New York City; † 17. Mai 2014 in La Jolla, Kalifornien) war ein US-amerikanischer Mediziner, Biochemiker und Molekularbiologe (Immunologie, Neurowissenschaft).
1972 erhielt er gemeinsam mit Rodney R. Porter den Nobelpreis für Physiologie oder Medizin für seine Entdeckungen im Bereich der chemischen Struktur von Antikörpern.

## Karriere
Edelman studierte am Ursinus College Chemie (Bachelor 1950) und Medizin an der University of Pennsylvania (M.D. 1954), war 1954/55 am Massachusetts General Hospital (House Officer), 1955 bis 1957 Captain im US Army Medical Corps und wurde 1960 am Rockefeller Institute (wo er ab 1957 Schüler von Henry G. Kunkel war) in Biochemie promoviert. Danach blieb er an der Rockefeller University, wo er 1963 bis 1966 Associate Dean of Graduate Studies war und 1966 Professor wurde (ab 1978 Vincent Astor Professor). 1991 wurde er Vorstand der Abteilung Neurobiologie am Scripps Research Institute. Er war Gründer (1981) und Direktor des Neurosciences Institute in La Jolla.
Neben seinen Forschungen zur Immunologie schuf Edelman, der sich ab etwa 1972 den Neurowissenschaften zuwandte, Theorien zum menschlichen Bewusstsein und die sogenannte Neural Group Selection Theory, die Entwicklungsprozesse im Gehirn beschreibt.
In mehreren Büchern entwickelte er Vorstellungen von Geist und Bewusstsein, nach denen beide als hochkomplexe Prozesse innerhalb des Gehirns aufzufassen sind und sich als vollständig materielle und rein biologische Phänomene verstehen lassen. Die Entwicklung von Geist und Bewusstsein sind in seiner Theorie innerhalb der Vorstellungen Darwins von natürlicher Selektion und Entwicklung von Populationen verstehbar und beschreibbar. Dualistische Vorstellungen und Hypothesen lehnte er ab, ebenso wie das Computermodell des Geistes.
Er war mehrfacher Ehrendoktor (u. a. Siena, Paris, Neapel, University of Pennsylvania, Georgetown University) und Mitglied der American Academy of Arts and Sciences (1968), der National Academy of Sciences (1969), der American Philosophical Society (1977) und der Académie des sciences (1978). 1965 erhielt Edelman den Eli Lilly Award.

## Schriften
- Structure and Function of Antibodies, Scientific American, Band 223, 1970, Heft 2
  - Antikörperstruktur. Mainz/Wiesbaden 1974.
- Topobiology, Scientific American, Mai 1980
  - Topobiologie. In: Spektrum der Wissenschaft. Band 7, 1989, S. 52–60.
- Cell-adhesion molecules: a molecular basis for animal form, Scientific American 1984, Heft 4
- Neural Darwinism: The Theory of Neuronal Group Selection. Basic Books 1987
- Topobiology: An Introduction to Molecular Embryology. Basic Books 1993
- Unser Gehirn, ein dynamisches System. Piper 1993
- Göttliche Luft, vernichtendes Feuer. Piper 1995
- Gehirn und Geist. Wie aus Materie Bewusstsein entsteht. C.H.Beck, 2002, ISBN 3-406-48836-6
- Das Licht des Geistes. Walter-Verlag 2004, ISBN 3-530-42182-0
- Second Nature - Brain Science and Human Knowledge. New Haven/London 2006